# Брюмец
Брюме́ц (фр. Brumetz) — коммуна во Франции, находится в регионе Пикардия. Департамент коммуны — Эна. Входит в состав кантона Виллер-Котре. Округ коммуны — Шато-Тьерри.
Код INSEE коммуны — 02125.

## Население
Население коммуны на 2010 год составляло 222 человека.
| 1962 | 1968 | 1975 | 1982 | 1990 | 1999 | 2010 |
| ---- | ---- | ---- | ---- | ---- | ---- | ---- |
| 159  | 166  | 199  | 106  | 166  | 183  | 222  |

## Экономика
В 2010 году среди 127 человек трудоспособного возраста (15—64 лет) 95 были экономически активными, 32 — неактивными (показатель активности — 74,8 %, в 1999 году было 72,4 %). Из 95 активных жителей работали 83 человека (48 мужчин и 35 женщин), безработных было 12 (2 мужчин и 10 женщин). Среди 32 неактивных 8 человек были учениками или студентами, 7 — пенсионерами, 17 были неактивными по другим причинам.